# Ranunculus intramongolicus
Ranunculus intramongolicus Y.Z. Zhao – gatunek rośliny z rodziny jaskrowatych (Ranunculaceae Juss.). Występuje endemicznie w Chinach, w środkowej i północno-wschodniej części regionu autonomicznego Mongolia Wewnętrzna. 

## Morfologia
PokrójBylina wodna.
LiścieSą potrójnie klapowane. Mają kształt od nerkowatego do owalnego. Mierzą 0,5–1 cm długości oraz 0,5–1 cm szerokości. Nasada liścia ma ucięty lub klinowy kształt. Brzegi są całobrzegie lub karbowane. Ogonek liściowy jest nagi lub lekko owłosiony i ma 1–4 cm długości.
KwiatySą pojedyncze. Pojawiają się na szczytach pędów. Mają żółtą barwę. Dorastają do 5 mm średnicy. Mają 5 eliptycznych działek kielicha, które dorastają do 3 mm długości. Mają 5 owalnych płatków o długości 2–3 mm.
OwoceNagie niełupki o jajowato kulistym kształcie i długości 1–2 mm. Tworzą owoc zbiorowy – wieloniełupkę o półkulistym kształcie i dorastającą do 4 mm długości.

## Biologia i ekologia
Rośnie na łąkach. Występuje na wysokości od 800 do 1000 m n.p.m. Kwitnie od czerwca do sierpnia. 